# 라이언 켄트
라이언 켄트(Ryan Kent, 1996년 11월 11일 ~ )는 잉글랜드의 축구 선수이다. 현재 시애틀 사운더스 FC 소속으로 뛰고 있다.